# Bathymedon banyulsensis
Bathymedon banyulsensis är en kräftdjursart. Bathymedon banyulsensis ingår i släktet Bathymedon och familjen Oedicerotidae. Inga underarter finns listade i Catalogue of Life.